# Titularnation

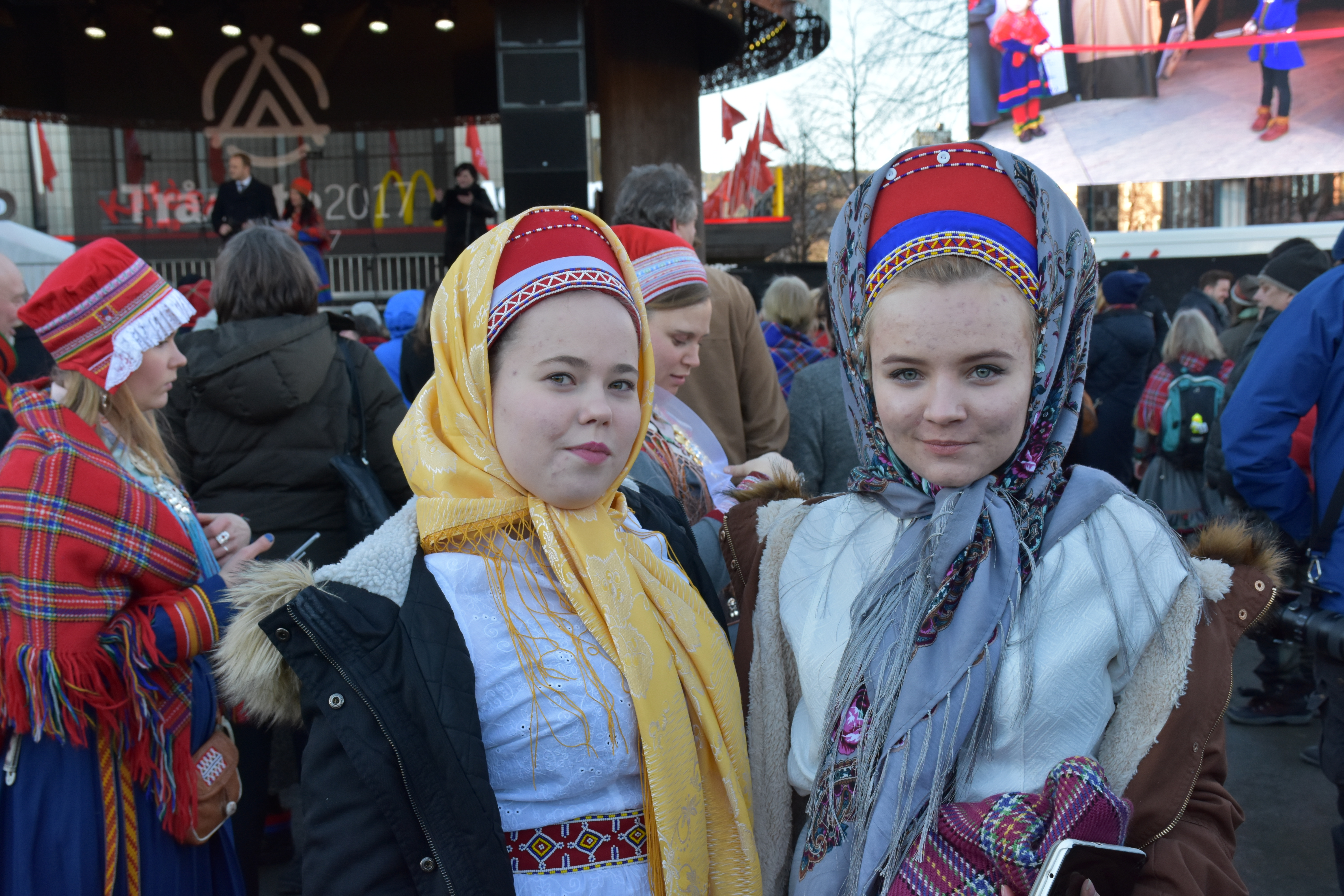
Samen in ihrer traditionellen Tracht, welche das gesamte Volk als Gemeinsamkeit bis heute auszeichnet (Foto von 2017)

Als Titularnation eines Staates wird eine Nation bezeichnet, von deren Ethnonym sich der Name des betreffenden Staates ableitet. Nationen wie beispielsweise die Armenier, Italiener, Letten, Kasachen oder auch Deutsche sind Völker bzw. Ethnien und zugleich Titularnationen (Armenien, Italien, Lettland, Kasachstan, Deutschland, …).
Nicht jedes Volk ist aber zugleich Titularnation eines Staatskonstruktes. Zum einen haben einige Völker keine „eigenen“ Staaten. Zum anderen beziehen sich viele Staatsnamen überhaupt nicht auf eine Nation, sondern sind z. B. geographischen oder anderen Ursprungs. Beispiele sind die Schweiz, Belgien, Indien oder Jugoslawien etc.
Die Zahl der abgrenzbaren Völker ohne ihren eigenen Staat ist sehr groß, denn rund 1300 weltweit erfasste Ethnien wurden bislang dokumentiert. Diese leben in rund 200 Staaten. Ihre Zahl schwankt zwischen 100 000 bei den Samen im Norden Skandinaviens bis etwa 70 Millionen bei den Tamilen auf dem indischen Subkontinent.

## Titularnation als Minderheit im Land
In einigen Staaten, beispielsweise den Teilrepubliken und autonomen Gebieten des Vielvölkerstaates Russland, stellt die jeweilige Titularnation nicht immer die Mehrheitsbevölkerung. Die namensgebende ethnische Minderheit wurde oder wird – trotz politischer und kultureller (Teil-)Autonomie – de facto von einer russischen Mehrheitsbevölkerung bzw. von der Russischen Föderation als der den einzelnen Föderations-Subjekten übergeordneten Titularnation assimiliert.
Ähnlich ist es zum Beispiel in einem der fünf autonomen Gebiete Chinas, der Inneren Mongolei. Während die chinesischen Mongolen dort die Titularnation sind, stellten sie im Jahr 2000 mit einem Bevölkerungsanteil von lediglich etwa 17 % nur die zweitgrößte Ethnie in dem Gebiet. Die mit Abstand größte Ethnie in der Inneren Mongolei sind (wie in ganz China mit 91,5 %) die Han-Chinesen (ca. 79 %; vgl. Demographie der Inneren Mongolei). Die Mongolen sind eines von 56 Völkern in der VR China, die die Regierung offiziell als Nationalitäten anerkannt hat.

## Konfliktpotential
Nationalitätenkonflikte hat es immer wieder gegeben und sie gibt es bis heute, insbesondere wenn
1. ein Staatsvolk (also sämtliche Staatsbürger unabhängig von ihrer ethnischen Herkunft) und Titularnation (also die Staatsbürger der namensgebenden Ethnie) gleichgesetzt werden,
2. eine nicht namensgebende, aber seit jeher auf dem Staatsgebiet ansässige ethnische Minderheit nicht als solche anerkannt wird[4],
3. diese ethnische Minderheit stattdessen zur Assimilation gezwungen wird.

Dies geschah beispielsweise im sogenannten Zwischeneuropa zwischen den beiden Weltkriegen, aber auch im franquistischen Spanien, während des Kalten Kriegs in Rumänien, Bulgarien und Griechenland, daneben auch in der Türkei, in China, in Vietnam, in Georgien und in einigen afrikanischen Staaten mit kolonialem Teilungs- und Grenzziehungserbe.